# Четрнаести сазив Народне скупштине Републике Србије
Четрнаести сазив Народне скупштине Републике Србије је тренутни сазив који је био конституисан 6. фебруара 2024. године након парламентарних избора 17. децембра 2023. године.

## Вођство
Руководство четрнаестог сазива изабрано је на конститутивној седници 20. марта. Ана Брнабић је изабрана за председницу Народне скупштине, а Сандра Божић (СНС), Марина Рагуш (СНС), Снежана Пауновић (СПС), Елвира Ковач (СВМ), Един Ђерлек (СПП) и Јован Јањић (МИ—ГИН) су изабрани за потпредседници. Срђан Смиљанић, независни политичар, је био изабран за генералног секретара.
Божић је неочекивано поднела оставку за потпредседницу Народне скупштине 7. маја. Дан касније, Скупштина Аутономне покрајине Војводине је изабрала нову владу, у којој је Божић изабрана за заменика премијера Војводине.
| Инвеститура Ана Брнабић |                   |                |
| Гласање →               | Гласање →         | 20. март 2024. |
| Потребна већина →       | Потребна већина → | 126 од 250     |
|                         | Да                | 153 / 250      |
|                         | Не                | 5 / 250        |
|                         | Уздржани          | 0 / 250        |
|                         | Неприсутни        | 92 / 250       |